# 紀之川市
紀之川市（日语：／ Kinokawa shi */?）是位于日本和歌山縣北部的城市。轄區北側為和泉山脈，南側為紀伊山地，紀之川由東向西自中間穿過，其支流貴志川自南側匯入紀之川，在這兩條河川沿岸都為平原地形。

## 人口
| 紀之川市人口分布圖 |                                                 |  |
| 紀之川市與日本全國年齡別人口分布比較圖 （2005年資料） | 紀之川市的年齡、男女別人口分布圖 （2005年資料） |  |
| ■紫色是紀之川市 ■綠色是全国 | ■藍色是男性 ■紅色是女性                         |  |
| 紀之川市人口變化 \| 1970年 \| 61,317人 \| \| \| 1975年 \| 61,279人 \| \| \| 1980年 \| 62,218人 \| \| \| 1985年 \| 64,431人 \| \| \| 1990年 \| 65,126人 \| \| \| 1995年 \| 68,802人 \| \| \| 2000年 \| 70,067人 \| \| \| 2005年 \| 67,862人 \| \| \| 2010年 \| 65,840人 \| \| \| 2015年 \| 62,616人 \| \| \| 2020年 \| 58,816人 \| \| |                                                 |  |
| 資料來源：日本總務省統計中心提供之人口普查數據 |                                                 |  |
| 1970年 | 61,317人                                        |  |
| 1975年 | 61,279人                                        |  |
| 1980年 | 62,218人                                        |  |
| 1985年 | 64,431人                                        |  |
| 1990年 | 65,126人                                        |  |
| 1995年 | 68,802人                                        |  |
| 2000年 | 70,067人                                        |  |
| 2005年 | 67,862人                                        |  |
| 2010年 | 65,840人                                        |  |
| 2015年 | 62,616人                                        |  |
| 2020年 | 58,816人                                        |  |

## 歷史
在令制國時代屬於紀伊國那賀郡，江戶時代後，紀之川以北以及貴志川以西的區域屬於紀州藩領地，紀之川以南及貴志川以東的區域則屬於高野山的領地。
1889年日本實施町村制，現在的紀之川市轄區在當時分屬池田村、長田村、粉河村、名手村、王子村、狩宿村、川原村、上名手村、麻生津村、龍門村、安樂川村、奧安樂川村、調月村、東貴志村、中貴志村、西貴志村、丸栖村、田中村、山崎村、細野村、鞆淵村共21個行政區劃。
歷經1950年代的昭和大合併後，這21個行政區劃被整併為粉河町、打田町、那賀町、貴志川町、桃山町共五個行政區劃。
2000年代的平成大合併時期，這五個行政區劃於2005年再次整併成現在的紀之川市。

### 變遷表
| 1889年4月1日 | 1889年 - 1912年            | 1912年 - 1944年            | 1945年 - 1954年             | 1955年 - 1989年              | 1989年 - 現在                | 現在                         |
| ------------ | -------------------------- | -------------------------- | --------------------------- | ---------------------------- | ---------------------------- | ---------------------------- |
| 池田村       | 池田村                     | 池田村                     | 池田村                      | 1956年3月31日 合併為打田町   | 2005年11月7日 合併為紀之川市 | 2005年11月7日 合併為紀之川市 |
| 田中村       |                            |                            |                             | 1956年3月31日 合併為打田町   | 2005年11月7日 合併為紀之川市 | 2005年11月7日 合併為紀之川市 |
| 鞆淵村       | 鞆淵村                     | 鞆淵村                     | 鞆淵村                      | 1956年9月30日 併入粉河町     | 2005年11月7日 合併為紀之川市 | 2005年11月7日 合併為紀之川市 |
| 長田村       | 長田村                     | 長田村                     | 長田村                      | 1955年4月1日 合併為粉河町    | 2005年11月7日 合併為紀之川市 | 2005年11月7日 合併為紀之川市 |
| 粉河村       | 1894年5月10日 改制為粉河町 | 1894年5月10日 改制為粉河町 | 1894年5月10日 改制為粉河町  | 1955年4月1日 合併為粉河町    | 2005年11月7日 合併為紀之川市 | 2005年11月7日 合併為紀之川市 |
| 川原村       |                            |                            |                             | 1955年4月1日 合併為粉河町    | 2005年11月7日 合併為紀之川市 | 2005年11月7日 合併為紀之川市 |
| 龍門村       |                            |                            |                             | 1955年4月1日 合併為粉河町    | 2005年11月7日 合併為紀之川市 | 2005年11月7日 合併為紀之川市 |
| 王子村       | 王子村                     | 王子村                     | 王子村                      | 1955年7月1日 併入粉河町      | 2005年11月7日 合併為紀之川市 | 2005年11月7日 合併為紀之川市 |
| 王子村       | 王子村                     | 王子村                     | 王子村                      |                              | 2005年11月7日 合併為紀之川市 | 2005年11月7日 合併為紀之川市 |
| 名手村       | 名手村                     | 1914年4月10日 改制為名手町 | 1914年4月10日 改制為名手町  | 1955年7月1日 合併為那賀町    | 2005年11月7日 合併為紀之川市 | 2005年11月7日 合併為紀之川市 |
| 狩宿村       |                            |                            |                             | 1955年7月1日 合併為那賀町    | 2005年11月7日 合併為紀之川市 | 2005年11月7日 合併為紀之川市 |
| 上名手村     |                            |                            |                             | 1955年7月1日 合併為那賀町    | 2005年11月7日 合併為紀之川市 | 2005年11月7日 合併為紀之川市 |
| 麻生津村     |                            |                            |                             | 1955年7月1日 合併為那賀町    | 2005年11月7日 合併為紀之川市 | 2005年11月7日 合併為紀之川市 |
| 東貴志村     | 東貴志村                   | 東貴志村                   | 東貴志村                    | 1955年3月31日 合併為貴志川町 | 2005年11月7日 合併為紀之川市 | 2005年11月7日 合併為紀之川市 |
| 中貴志村     |                            |                            |                             | 1955年3月31日 合併為貴志川町 | 2005年11月7日 合併為紀之川市 | 2005年11月7日 合併為紀之川市 |
| 西貴志村     |                            |                            |                             | 1955年3月31日 合併為貴志川町 | 2005年11月7日 合併為紀之川市 | 2005年11月7日 合併為紀之川市 |
| 丸棲村       |                            |                            |                             | 1955年3月31日 合併為貴志川町 | 2005年11月7日 合併為紀之川市 | 2005年11月7日 合併為紀之川市 |
| 安樂川村     | 安樂川村                   | 安樂川村                   | 1953年1月1日 改制為安樂川町 | 1956年8月1日 合併為桃山町    | 2005年11月7日 合併為紀之川市 | 2005年11月7日 合併為紀之川市 |
| 奧安樂川村   |                            |                            |                             | 1956年8月1日 合併為桃山町    | 2005年11月7日 合併為紀之川市 | 2005年11月7日 合併為紀之川市 |
| 調月村       |                            |                            |                             | 1956年8月1日 合併為桃山町    | 2005年11月7日 合併為紀之川市 | 2005年11月7日 合併為紀之川市 |
| 細野村       | 細野村                     | 細野村                     | 1951年10月1日 細野村        | 1957年8月1日 併入桃山町      | 2005年11月7日 合併為紀之川市 | 2005年11月7日 合併為紀之川市 |
| 細野村       | 細野村                     | 細野村                     | 1951年10月1日 細野村        | 1957年8月1日 併入美里町      | 2006年1月1日 合併為紀美野町  | 2006年1月1日 合併為紀美野町  |

## 交通
西日本旅客鐵道和歌山線沿著紀之川的北岸穿過轄內，往西可進入和歌山市，往東可達奈良縣；而在西南部的貴志川地區有和歌山電鐵的貴志川線，往西一樣可進入和歌山市市區。
高速公路有京奈和自動車道沿的北部的山麓通過。
轄內的客運路線主要由和歌山巴士那賀經營，另有社區巴士紀之川社區巴士和紀之川地域巡迴巴士。

### 鐵路
- 西日本旅客鐵道
  - 和歌山線：（←葛城町） - 名手車站 - 粉河車站 - 紀伊長田車站 - 打田車站 - 下井阪車站 - （岩出市→）
- 和歌山電鐵
  - 貴志川線：（和歌山市） - 大池遊園車站 - 西山口車站 - 甘露寺前車站 - 貴志車站

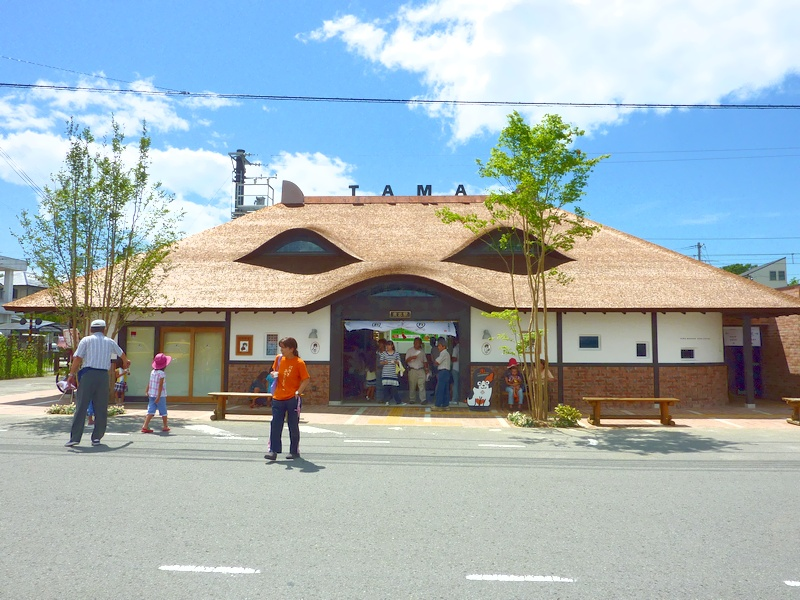
貴志車站
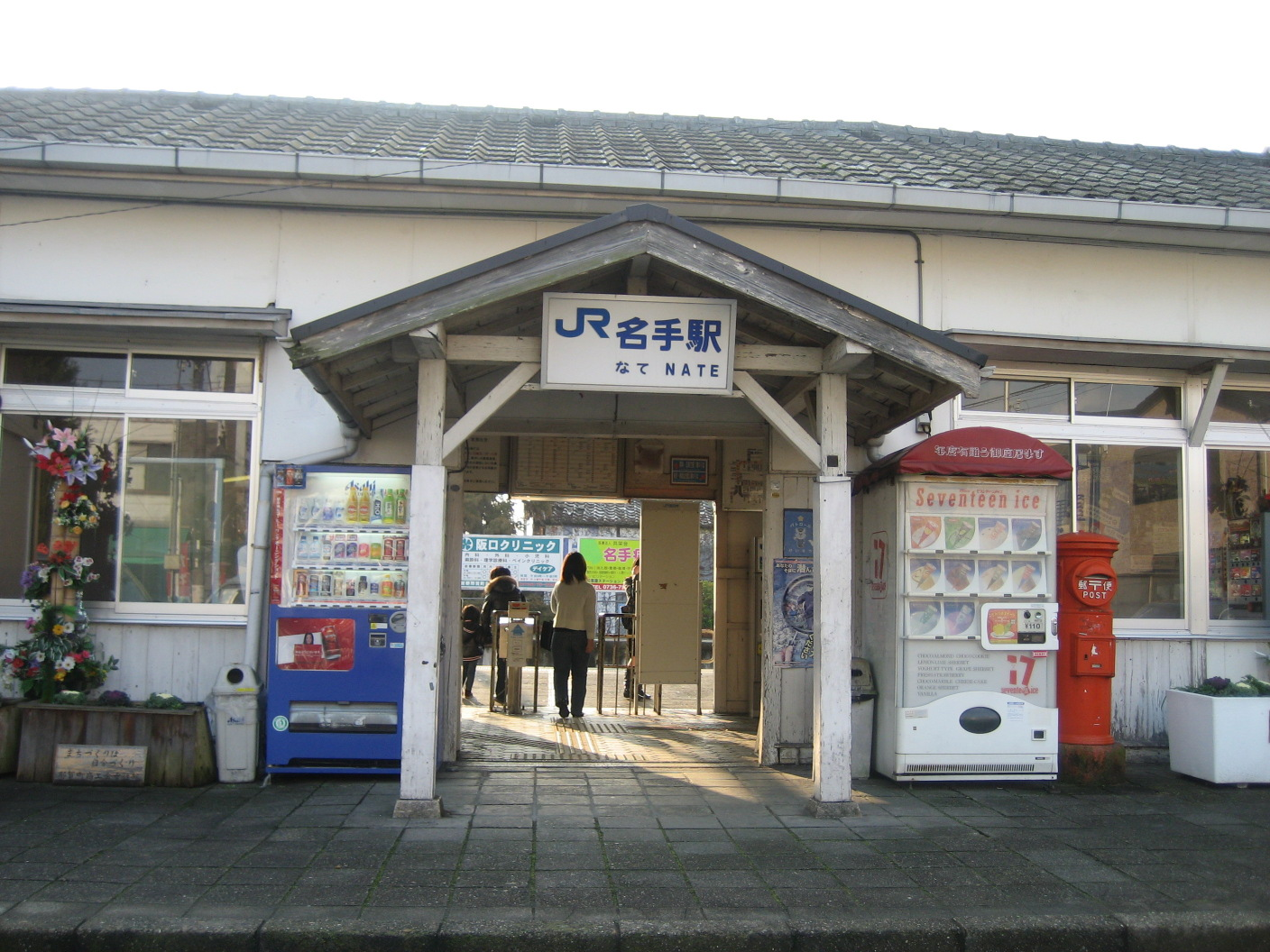
名手車站

### 公路
高速公路
- 京奈和自動車道：（葛城町） - 紀之川東交流道 - 紀之川交流道 - （岩出市）

## 觀光資源

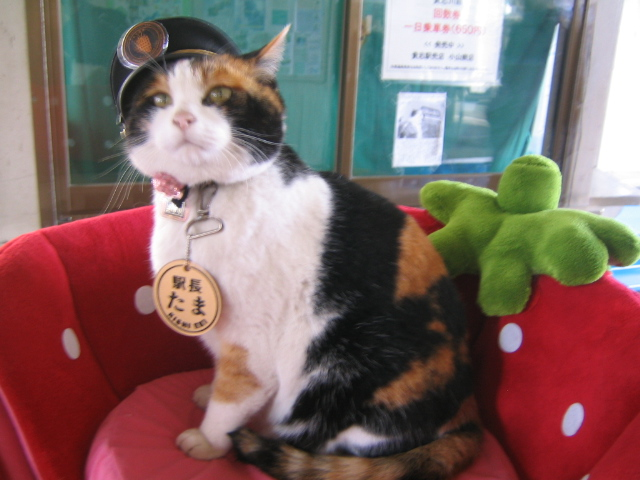
小玉站長

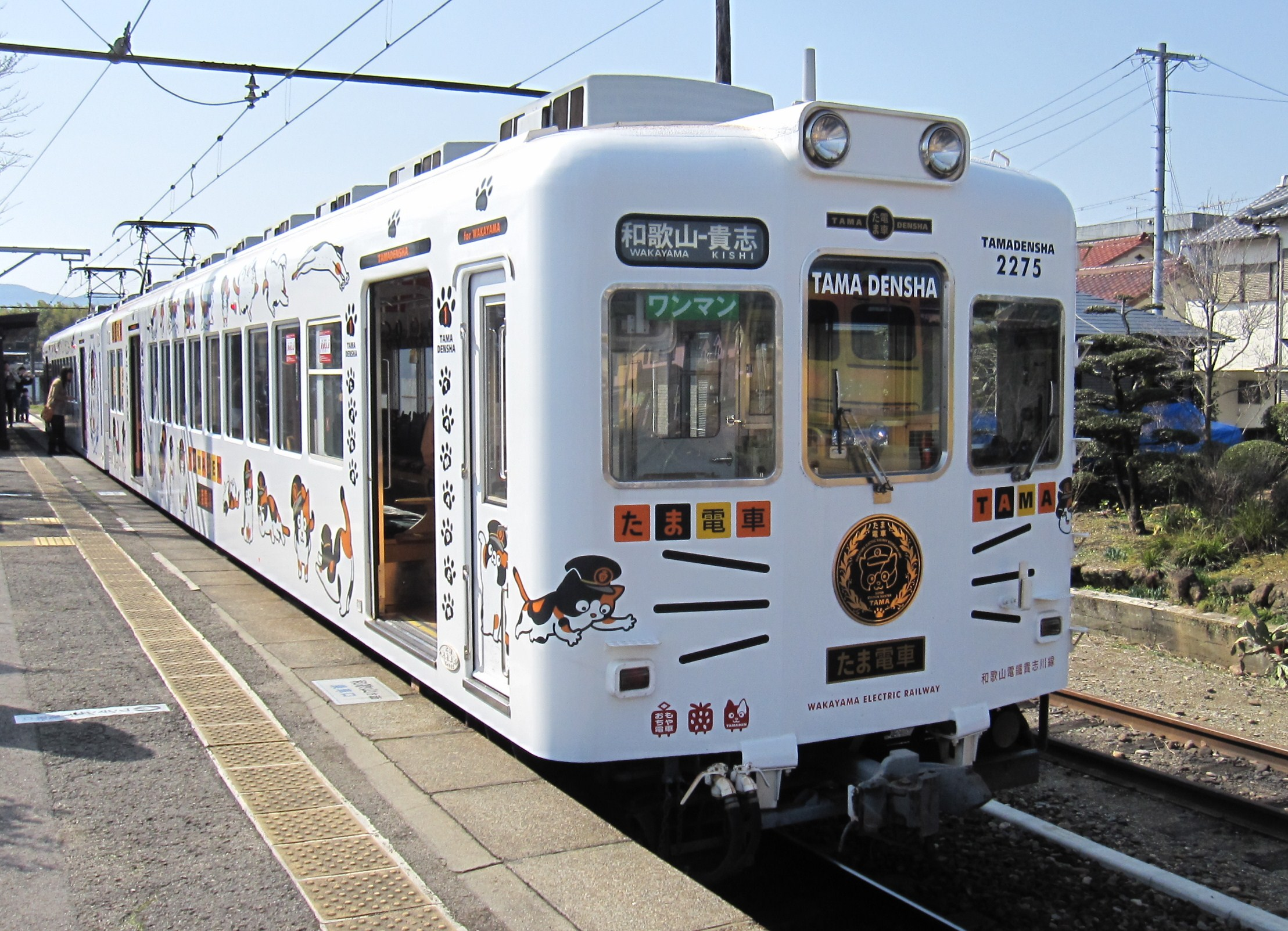
貴志川線上行駛的火車

和歌山電鐵的貴志車站在2006年成為無人車站後，於2007年任命了車站內附設商店「小山商店」所飼養的一隻8歲三毛貓「小玉」為貴志車站的站長，從此除了為貴志車站帶來人潮，同時也為該地區帶來了高達11億日圓的收入。

## 教育
近畿大学自1993年起在設立生物理工學部，此校區也被通稱為和歌山校區。

## 外部連結
- （日語） 紀之川市觀光協會 （页面存档备份，存于）
- （日語） 紀之川市政府的Facebook專頁